# أبو عون إدريس بن حسن بن أبي نمي
أبو عون إدريس بن حسن بن أبي نمي كان أمير (شريف) مكة وحاكم الحجاز من عام 1603 إلى عام 1624 م.

## السيرة
وُلِد إدريس في ذي القعدة سنة 974 هـ (مايو/يونيو 1567م)، في عهد والده الشريف الحسن وجده الشريف محمد أبو نمي الثاني. وأمه هناء -أو هياء- بنت أحمد بن حميدة. وكانت كنيته أبا عون.

### الحُكم
وبعد وفاة والده في جمادى الآخرة سنة 1010 هـ (تشرين الثاني 1601م) سافر إدريس إلى إسطنبول وأقام بها مدة. وعاد إلى الحجاز في عهد أخيه الشريف أبي طالب بن الحسن. وفي جمادى الآخرة سنة 1012 هـ (تشرين الثاني 1603 م) تُوفي أبو طالب، فانتخب الأشراف إدريس أميرًا، وأخاه فهيد بن حسن، وابن أخيه محسن بن الحسين حاكمين مشاركين. وقد دخل اسمهما في الدعاء مع إدريس في الخطبة، وخُصص لهما معًا ربع دخل الإمارة. صادق السلطان أحمد الأول على القرار وأرسل الخلعة المعتادة (رداء الشرف) والشهادة من إسطنبول. وقد قُرئ البيان الملكي في المسجد الحرام يوم الأربعاء 11 صفر 1013 هـ (7 تموز 1604م).
وفي أواخر شهر ربيع الآخر سنة 1019 هـ (تموز 1610م)، عزل الشريفان إدريس ومُحسن فُهيدًا ونفياه من مكة.

### الخلع
وفي سنة 1033هـ (1624م) وقع خلاف بين إدريس ومحسن. وفي النهاية جمع محسن أهل الحل والعقد من أشراف وعلماء وفقهاء وأعيان مكة، وقرروا عزل إدريس عن منصبه. وفي يوم الخميس 4 محرم 1034 هـ (16 تشرين الأول 1624م) اندلعت المعارك وأُعلن محسن أميرًا منفردًا على مكة. وفي تلك الليلة تم التوصل إلى وقف إطلاق النار، مما سمح لإدريس بالبقاء في مكة لعدة أشهر. وفي يوم الجمعة أُلقيت الخطبة باسم الشريف محسن وحده.

### المنفى والوفاة
مرض إدريس في صفر 1034 (تشرين الثاني/كانون الأول 1624) وغادر مكة في صحة سيئة في ليلة 12 ربيع الأول ( ق. 22 كانون الأول). توفي في منطقة جبل شمر في الرابع عشر من جمادى الآخرة ( ق. 24 آذار 1625) أو 17 جمادى الآخرة (ق. 27 آذار)، حسب مصادر مختلفة، ودُفن في يطب. وصل خبر وفاته إلى مكة المكرمة في أوائل شهر رجب (نيسان)، وصُلي عليه صلاة الغائب في المسجد الحرام.